# Evangelische Kirche (Rückingen)

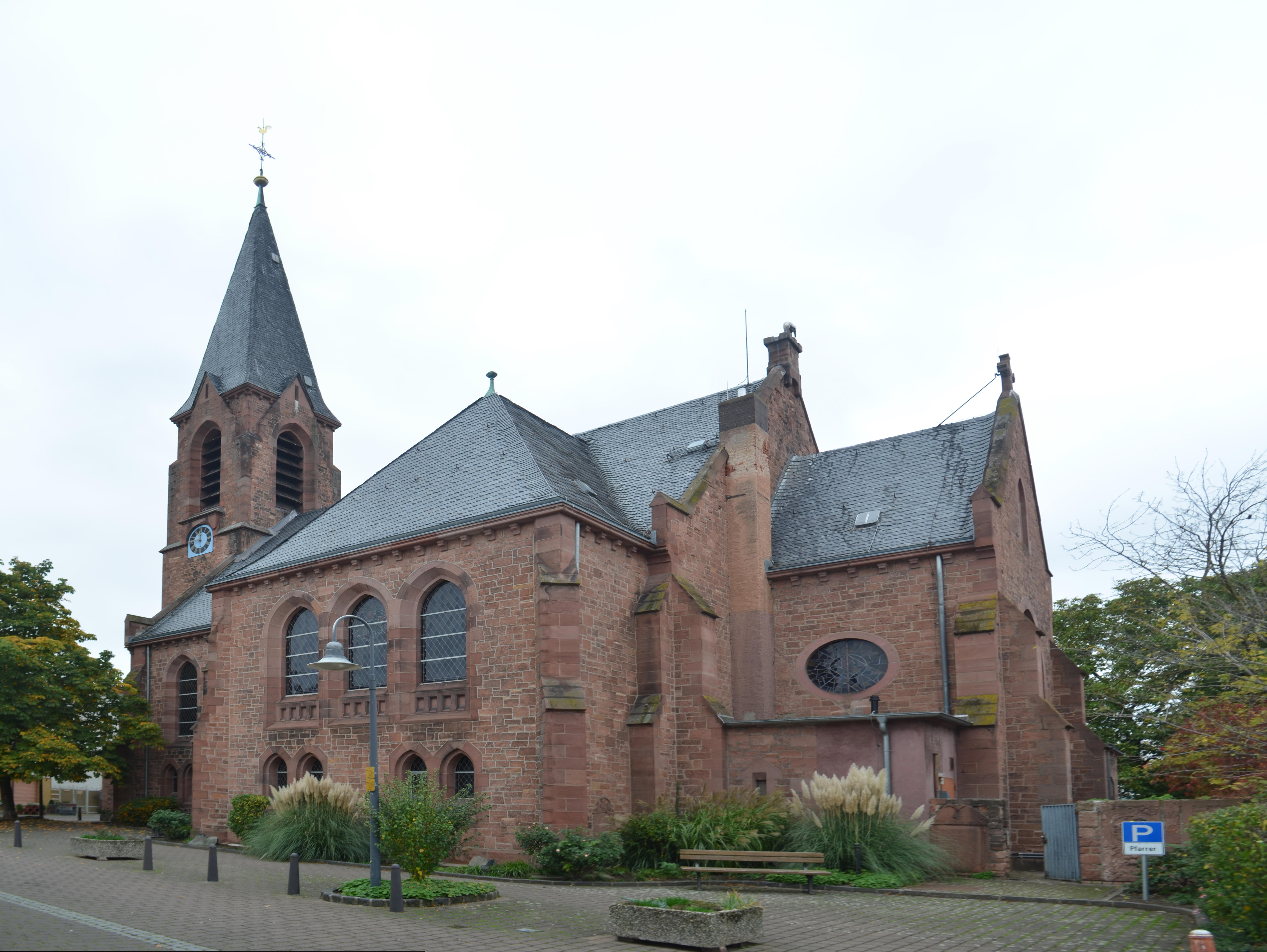
Evangelische Kirche (Rückingen)

Die Evangelische Kirche ist ein denkmalgeschütztes Kirchengebäude, das in Rückingen steht, einem Ortsteil der Stadt Erlensee im Main-Kinzig-Kreis in Hessen. Die Kirche gehört zur Kirchengemeinde Erlensee im Kirchenkreis Hanau im Sprengel Hanau-Hersfeld der Evangelischen Kirche von Kurhessen-Waldeck.

## Beschreibung
Am 10. Juni 1900 fand die Grundsteinlegung, am 9. September 1901 die Einweihung der neugotischen Kreuzkirche aus Quadermauerwerk statt. Die Ecken des mit einem Pyramidendach bedeckten Kirchturms im Westen, des mit einem Walmdach bedeckten Querschiffes und des eingezogenen rechteckigen, mit einem Satteldach bedeckten Chors im Osten werden von Strebepfeilern gestützt. Im Glockenstuhl hängen vier Kirchenglocken. Der Innenraum ist mit einem offenen Dachstuhl auf Kopfbändern überspannt. An drei Seiten befinden sich Emporen, auf der im Westen steht die Orgel. Sie wurde 1902 von den Gebrüdern Ratzmann gebaut und hat 19 Register, 2 Manuale und ein Pedal. Aus der Vorgängerkirche wurde das Altarretabel mit der Darstellung der Anbetung der Könige, des Abendmahls, der Kreuzigung und der Auferstehung Jesu Christi übernommen, ferner acht Holzplatten von den Brüstungen der Emporen, auf denen die Apostel dargestellt sind.